# Шатров, Дмитрий Дмитриевич
Дмитрий Дмитриевич Шатров (род. 29 августа 1966 г.) — российский религиозный и общественный деятель, епископ,  заместитель Начальствующего епископа Российского объединённого Союза христиан веры евангельской (РОСХВЕ) в СЗФО, член правления и Духовного совета РОСХВЕ, полномочный представитель РОСХВЕ по Санкт-Петербургу и Ленинградской области,  евангелический проповедник пятидесятнического толка, пресвитер Церкви евангельских христиан в духе апостолов «Миссия Благая Весть»,  директор петербургского телеканала «ОТВ», Потомственный пятидесятник, сын пастора Дмитрия Леонтьевича Шатрова.
Рукоположен в сан епископа 9 марта 2012 года.

## Биография
Родился в городе Ленинграде 29 августа 1966 года в семье священника евангельской церкви.
Отец — Дмитрий Леонтьевич Шатров был епископом общероссийского религиозного объединения «Союз церквей евангельских христиан в Духе апостолов» и служил в одноимённой церкви с мая 1972 г. по май 2002 г., вплоть до своей смерти. Мать — Эльвира Васильевна Шатрова, всю жизнь была в служении вместе со своим мужем, воспитала четырёх детей.
Дмитрий получил среднее образование в ленинградской школе № 90.
С юношеских лет участвовал в различных религиозных массовых мероприятиях, зачастую, подпольных. Во время «перестройки», как только появилась первая возможность для публичной проповеди, молодежь церкви во главе с Дмитрием, в течение двух лет, каждый день провозглашали Евангелие на ступенях Казанского Собора.
В 1988 году окончил ВТУЗ при Производственном Объединении «Ленинградский Металлический Завод», получил диплом по специальности инженер-технолог. Был направлен на работу по специальности на НПО «Светлана».
Пройдя курс военной кафедры, по окончании ВУЗа, ему было присвоено офицерское воинское звание танковых войск. Офицер запаса.
В 1996 году Дмитрий Шатров окончил Евангелическую Богословскую Академию в Санкт-Петербурге, где ему была присвоена степень «Бакалавр религиозного образования».
В 1999 году, окончив Апостольский христианский университет в Сент-Поле (штат Миннесота, США), получил степень магистра религиозного образования.
В 2001 году окончил курсы Санкт-Петербургского международного института менеджмента по специальности «Менеджер».
В 2005 году прошёл курсы повышения квалификации по программе «Государственно-конфессиональные отношения: состояние, пути совершенствования» в Российской Академии государственной службы при Президенте Российской Федерации.
С 2022 является студентом Русской христианской гуманитарной академии им.Ф.М.Достоевского, программа магистратуры «Современная христианская теология»

## Священство. Религиозная деятельность
28 августа 1980 года принял Святое Водное Крещение во Имя Господа Иисуса Христа.
Служил в Церкви евангельских христиан в духе апостолов.
В 1990 году стал одним из учредителей Религиозной организации Евангельских христиан в Духе Апостолов «Миссия «Благая Весть», избран Пресвитером, руководителем церкви и по настоящее время ведет её.
В ноябре 1998 года рукоположен в сан священнослужителя.
В 2002 году после смерти отца — Первого Пресвитера Церкви Дмитрия Леонтьевича Шатрова, Дмитрий Дмитриевич Шатров стал новым избранным руководителем Религиозной организации Церкви Евангельских Христиан в Духе Апостолов и Старшим Пресвитером Централизованной религиозной организации «Союз Церквей Евангельских Христиан в Духе Апостолов» (ЦРО «Союз ЦЕХДА»), продолжает руководить обеими организациями в настоящее время.
18 декабря 2007 года под руководством Дмитрия Шатрова ЦРО «Союз ЦЕХДА» вступила в члены РОСХВЕ — Российского объединённого Союза христиан веры евангельской (пятидесятников).
С 2008 года по настоящее время – полномочный представитель Начальствующего епископа РОСХВЕ Ряховского Сергея Васильевича в г.Санкт-Петербург и Ленинградской области.
9 марта 2012 года рукоположен в сан Епископа епископами РОСХВЕ Ряховским С.В., Бендасом К.В., Лавреновым С.Э., Дириенко А. А., а также пастором и служителем из США Тимом Питерсоном и Мяртом Вяхи епископом пятидесятнических церквей Эстонии с передачей преемственности таинства рукоположения от апостолов Иисуса Христа.
С 2015 года по настоящее время является заместителем Начальствующего епископа РОСХВЕ Ряховского С.В. в Северо-Западном федеральном округе.

## Общественная деятельность
В 1996 году Дмитрий Шатров учредил средство массовой информации телеканал «Объединенное телевидение» и ЗАО «Парус ТВ».
Несколько лет был автором и ведущим христианских программ в эфире телеканала.
В 2006 год состоялась продажа акций ЗАО «Парус ТВ» ТВ каналу ТВЦ г. Москва.  Одним из условий сделки Дмитрий Шатров сделал сохранение  двух часов в день эфирного времени для трансляции христианских и социально-ориентированных программ. Сам он продолжил работать Генеральным директором филиала телевизионного канала ТВЦ в Санкт-Петербурге.
В 2013 году по собственному желанию уволился из структуры ТВЦ и в настоящее время занимается только общественной и религиозной деятельностью.
В 2014 году вошёл в список доверенных лиц кандидата на выборах губернатора Санкт-Петербурга Георгия Сергеевича Полтавченко.
В 2016 году к своему пятидесятилетию написал автобиографическую книгу "Кто за ним стоит?"
В марте 2018 года организовал визит в Санкт-Петербург и выступление на КСК «Сибур-Арена» всемирно известного мотивационного спикера Ника Вуйчича.
В составе межрелигиозной делегации от России, посещал Сирию и Ливан с оказанием гуманитарной помощи населению Сирии как представитель РОСХВЕ.
С 2021 года (по настоящее время) входит в состав комиссии по международному сотрудничеству Совета по взаимодействию с религиозными объединениями при Президенте РФ.

## Финансы. Резонансное ограбление
Дмитрий Шатров является соучредителем  нескольких бизнес проектов.
По своему финансовому состоянию считается одним из самых преуспевающих протестантских пасторов России и СНГ.
19 апреля 2019 было совершено резонансное разбойное нападение на Дмитрия Шатрова. Четверо мужчин в чёрных масках ворвались в его дом в Курортном районе Санкт-Петербурга и жестоко избили его, вымогая деньги
Злоумышленники были задержаны только спустя  два года.

## Семья
Женат. Имеет четырёх сыновей и семеро внуков.
- Жена — Шатрова Лариса Николаевна. Ведёт в социальных сетях и на ю-тубе блоги о путешествиях и секретах счастливой семейной жизни.

Дети:
- Даниил Дмитриевич Шатров (1989 г.р.) — Ведущий пастор[22] церкви «Миссия Благая Весть».
- Филипп Дмитриевич Шатров (1990 г.р.) — Президент [23] Благотворительного Фонда «Яркая Жизнь».
- Тимофей Дмитриевич Шатров (1993 г.р.) — Предприниматель.
- Захария Шатров (2000 г.р.) —  Предприниматель. Основатель школы Тичер.